# Українсько-грузинські відносини
Українсько-грузинські відносини — це двосторонні відносини між Україною та Грузією у галузі міжнародної політики, економіки, освіти, науки, культури тощо.
Грузія визнала незалежність України 12 грудня 1991 року, дипломатичні відносини між двома країнами було встановлено 22 липня 1992 року. 5 квітня 1994 року у Тбілісі Україна відкрила Посольство України в Грузії. Посольство Грузії в Україні Грузія відкрила 19 серпня 1994 року у Києві.
Станом на серпень 2013 року договірно-правова база українсько-грузинських відносин налічує 130 документів, що регулють двосторонні відносини у майже всіх областях. Основними документами є «Договір про дружбу, співробітництво і взаємодопомогу між Україною та Республікою Грузія», «Декларація про розвиток відносин стратегічного характеру між Україною і Грузією».

## Історія

### Період визвольних змагань 1917–1921 років
На початку XX століття українські та грузинські (меншовики) політичні сили співпрацювали в рамках Союзу автономістів, Союзу народів, Ліги інородницьких народів Росії та З'їзду народів Росії.
Незважаючи на відсутність офіційних зв'язків, Українська Держава підтримувала активні стосунки з Грузинською Демократичною Республікою. 4 липня 1918 року прем'єр-міністр Грузії Ное Жорданія звернувся до Міністра закордонних справ Української Держави Дмитра Дорошенка з листом, в якому призначив повноважних представників Грузинської Демократичної Республіки в Україні. Дипломатичне представництво Грузії почало працювати у Києві на початку вересня 1918 року. У результаті українські урядовці разом з грузинськими протягом вересня-грудня 1918 року спільно розробляли українсько-грузинську міждержавну угоду у торгово-економічній і політичній областях.
Консульське представництво України в Грузії було створено відповідно до закону «Про заклад генеральних консульств і консульських агентств за кордоном» від 4 липня 1918 року. Подальшому розвитку дипломатичних відносин між Україною та Грузією завадила більшовицька агресія проти обох країн.
Наприкінці вересня 1919 року грузинське посольство було відкликане з Києва. Коли більшовицький уряд Росії скасував своє визнання Української держави в кінці 1918 року, на прохання українського уряду в посольстві Грузії в Москві була заснована посада заступника посла – уповноваженого у справах Української Народної Республіки, функції якого виконував Олександр Труханович-Ходанович.
Уряди УНР та ГДР у вигнанні співпрацювали в рамках прометейського руху, зокрема Комітету дружби народів Кавказу, Туркестану та України і Товариства співпраці націй Кавказу, Ідель-Уралу та України, та Антибільшовицького блоку народів.

## Двосторонні зв'язки

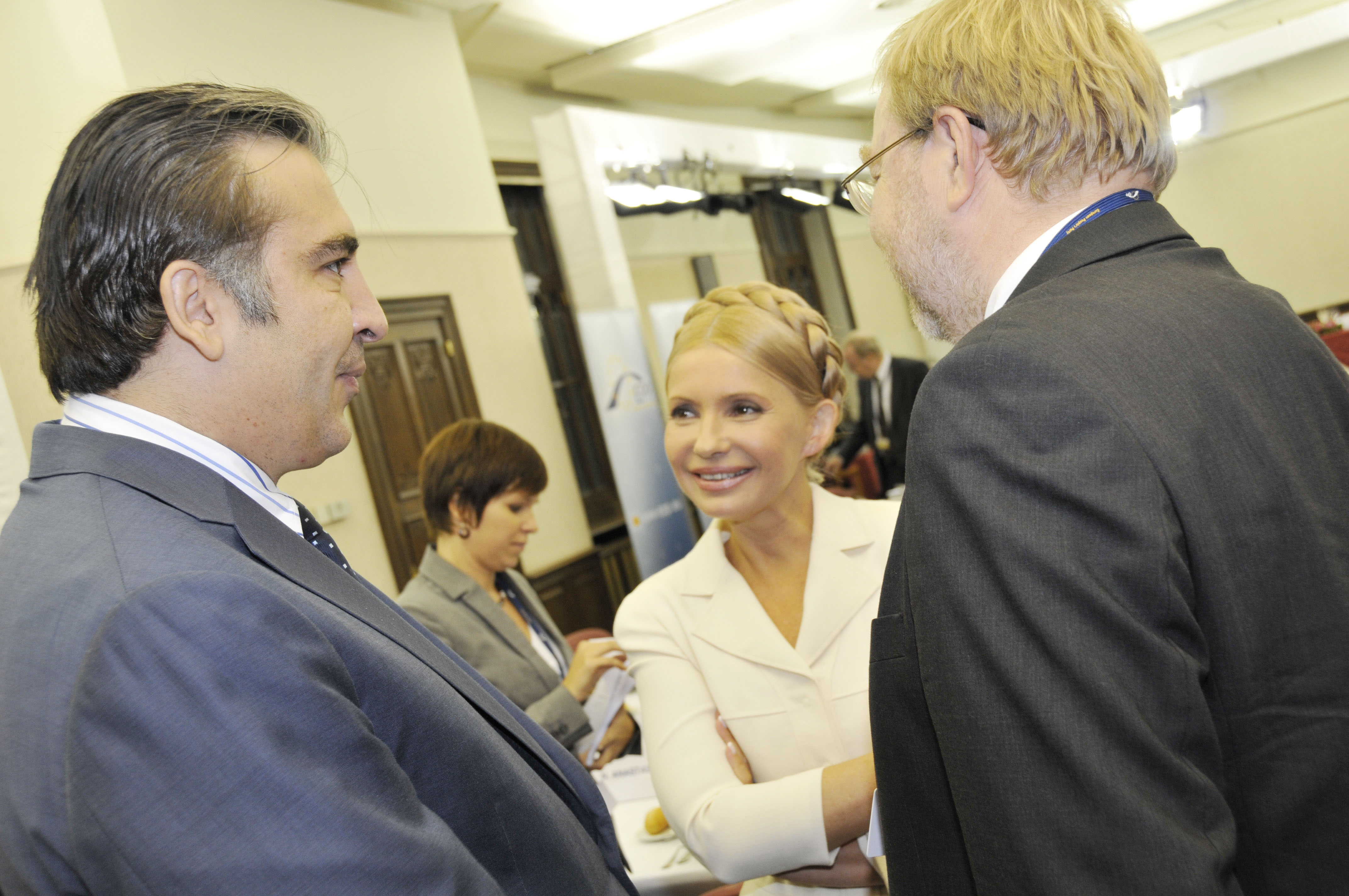
Юлія Тимошенко та Президент Грузії Михеїл Саакашвілі, вересень 2010, самміт Європейської народної партії

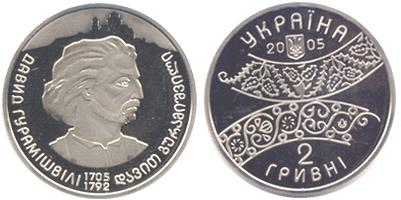
Ювілейна монета номіналом у 2 гривні присвячена 300-річчю від дня народження Давида Ґурамішвілі

### Сучасні політичні і дипломатичні зв'язки
У 2012 здійснено 7 візитів вищого керівництва Грузії в Україну і 1 візит з України. 31 січня — 2 лютого 2012 року Україну з робочим візитом відвідав Міністр регіонального розвитку й інфраструктури Грузії Рамаз Ніколаішвілі, 28 березня 2012 року Віце-прем'єр міністр України, Міністр інфраструктури України Борис Колесніков відвідав Грузію. 28-30 березня — Міністр юстиції Грузії Зураб Адеішвілі. 18-21 квітня 2012 року на міжнародний захід «Київський безпековий форум» прибув Віце-прем'єр міністр — міністр Грузії з європейської інтеграції Гіоргі Барамідзе, також він приїхав на 7 сесію Міжурядової Економічної Комісії. 14-16 червня 2012 року з офіційним візитом в Україну прибув Міністр закордонних справ Грузії Грігол Вашадзе. 24-27 вересня з робочим візитом в Україну прибула Міністр економіки і сталого розвитку Грузії Вера Кобалія. Президент Грузії Міхеїл Саакашвілі з офіційним візитом відвідав Україну 26-28 листопада 2012 року..

### Економічні зв'язки
У 2012 році Україна входила у трійку головних торгових партнерів Грузії. Згідно із даними Держстату України, 2012 року експорт товарів і послуг у Грузію склав $540,8 млн (зменшення порівняно з попереднім роком на 17,7%). Україна експортувала до Грузії товари металургійної промисловості, агропромислового комплексу, машинобудування і хімічної промисловості. Натомість Україна імпортувала товарів на $171,7 млн (збільшення порівняно з попереднім роком на 18,9%): товари агропромислового комплексу, металургійної промисловості. Тобто зовнішньоторговельний оборот України з Грузією 2012 року становив $712,6 млн (позитивне сальдо для України — $369,1 млн).

### Культурні зв'язки
Відносини між Україною і Грузією у культурно-гуманітарній області мають історичне коріння, що дозволяє і сьогодні налагоджувати співпрацю. Були підписані угоди про співпрацю у культурній, спортивній, туристичній галузях, співпрацюють між собою найкращі Університети, школи двох країн. У Тбіліському державному університеті 2007 року утворили Інститут україністики.
У першій половині 2007 року відбулось взаємне відкриття пам'ятників: у березні 2007 року Тарасу Шевченку у Тбілісі і у травні — Шота Руставелі у Києві. 16 березня 2012 року представили переклад А.Асанідзе грузинською мовою поеми Івана Котляревського «Енеїда».

## Діаспора

### Українці у Грузії
Згідно із даними перепису населення у січні 2002 року у Грузії проживає 7 тисяч українців (0,2% населення країни), що значно менше із результатами попереднього перепису 1989 року, що зафіксував 52,4 тисячі. Українці Грузії об'єднуються у різноманітні організації (загалом 10 об'єднань). Для узгодження діяльності цих організацій було створено Координаційну Раду Українців Грузії, що видає свою газету — «Український вісник».

### Грузини в Україні
Згідно із даними перепису 2001 року в Україні налічувалося 34 199 грузин.